# Алескеров, Фуад Муртуз оглы
Фуад Муртуз оглы Алескеров (азерб. Fuad Murtuz oğlu Ələsgərov) — государственный советник 1-го класса, помощник Президента Азербайджанской Республики — заведующий отделом по работе с правоохранительными органами Администрации Президента Азербайджанской Республики.

## Биография

### Ранние годы
Родился 14 мая 1959 года в городе Баку, в семье профессора, доктора юридических наук Муртуза Алескерова.
В 1976 году окончив городскую школу №20 с золотой медалью, поступил на юридический факультет Азербайджанского государственного университета (ныне Бакинский государственный университет), который окончил в 1981 году с отличием.

### Карьера
В 1981—1984 годах консультант Управления нотариата и ЗАГС-а, а в 1984 году Управления судебных органов Министерства юстиции Азербайджанской Республики. В 1984–1987 годах  работал главным консультантом Управления надзора и проверки исполнения того же министерства. 
В 1987—1990 — Судья Сураханского районного суда города Баку, в 1990–1994 — член Верховного суда Азербайджанской Республики. 
В 1994—1998 годах заведующий отделом  государственно-правового отдела Администрации Президента Азербайджанской Республики. Распоряжением Президента Азербайджанской Республики от 25 апреля 1998 года был назначен на должность заведующего отделом по работе с правоохранительными органами Администрации Президента Азербайджанской Республики. 21 апреля 2004 года назначен членом Комиссии по борьбе с коррупцией Азербайджанской Республики, а 14 февраля 2005 года — членом Судебно-правового совета Азербайджана.
Фуад Алескеров член Комиссии по вопросам помилования при Президенте Азербайджанской Республики, Комиссии по вопросам гражданства, Государственной комиссии по борьбе с наркоманией и незаконным оборотом наркотических средств, Комиссии по правовым реформам при Президенте Азербайджанской Республики, Государственной комиссии по сотрудничеству с ЕС, а также Центральной экспертной комиссии по экспертизе документов Администрации президента Азербайджанской Республики и архивному делу.
Распоряжением президента от 31 мая 2017 года был назначен помощником Президента Азербайджанской Республики по работе с правоохранительными органами и военным вопросам — заведующим отделом.
29 ноября 2019 года распоряжением Президента Азербайджана назначен помощником Президента Азербайджанской Республики—  заведующим отделом по работе с правоохранительными органами Администрации Президента Азербайджанской Республики.

## Награды
Распоряжением Президента Азербайджанкой Республики от 22 июня 2010 года за заслуги в развитии законодательства Азербайджанской Республики Фуад Алескеров был удостоен почётного звания «Заслуженный юрист».
13 мая 2019 года распоряжением Президента Азербайджанкой Республики за многолетнюю плодотворную деятельность на государственной службе был удостоен ордена «Шохрат».